# Carl Alexander Heideloff
Carl Alexander Heideloff (Stoccarda, 2 febbraio 1789 – Haßfurt, 28 settembre 1865) è stato un architetto tedesco.
È anche conosciuto per i suoi restauri di monumenti ed edifici.

## Vita
Nato a Stoccarda, fu il figlio del pittore Victor Peter Heideloff. Heideloff inizialmente studiò all'accademia d'arte di Stoccarda, per poi lavorare come architetto a Coburgo.
Nel 1818 fu nominato architetto di città a Norimberga e nel 1822 divenne professore di architettura presso il politecnico della città, posto che mantenne fino al 1854.
Heideloff lavorò principalmente adoperando uno stile neogotico e gli edifici da lui restaurati ed eretti a Norimberga e nelle città limitrofe attestano sia le sue abilità sia la sua raffinatezza. Ottenne inoltre un discreto successo come pittore. Heideloff morì a Haßfurt nel 1865.

## Lavori celebri

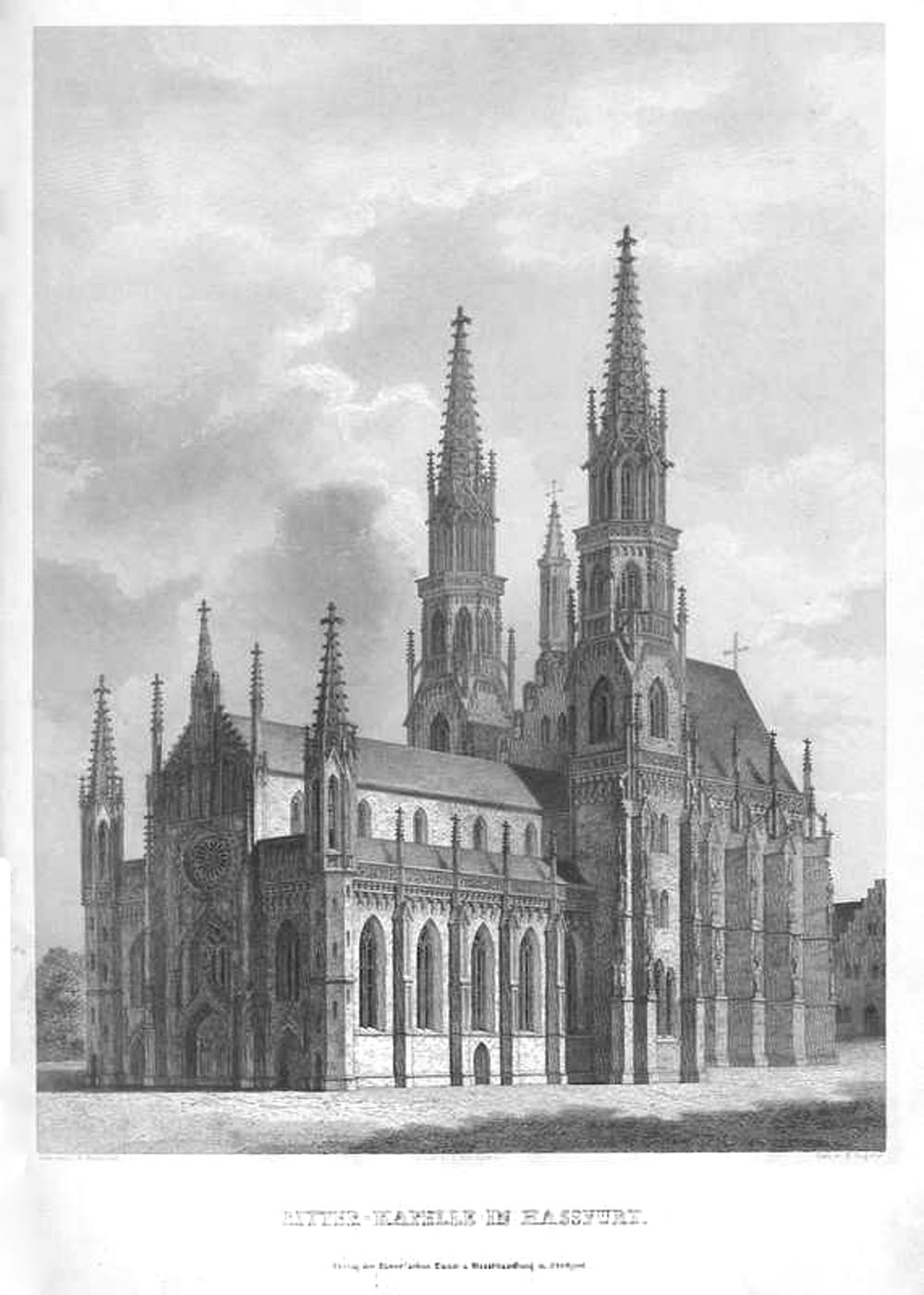
La Ritter Kapelle) a Haßfurt

- Restauro del Castello di Norimberga, 1834–35
- Restauro del Coburg Village, 1838–1844
- Castello di Lichtenstein, 1840
- Castello di Reinhardsbrunn
- Castello di Landsberg
- Camera ardente di Meiningen
- Castello di Rosenburg nei pressi di Bonn
- La cappella del Castello Rheinstein
- Chiesa cattolica di Lipsia
- Restauro della Cattedrale di Bamberga
- Restauro della Cappella dei Cavalieri (Ritter Kapelle) a Haßfurt
- Restauro della chiesa di Sant'Egidio a Oschatz, 1846-1849

## Produzione letteraria
- Die Lehre von den Säulenordnungen (1827)
- Die architektonischen Glieder, deren Konstruktion, Zusammenstellung und Verzierung (1831) 2 volumi
- Der Kleine Vignola (1832)
- Nürnbergs Baudenkmäler der Vorzeit (1838-1843), (edizione completa del 1854)
- Die Ornamentik des Mittelalters (1838-1842) 24 volumi - L'Arte Ornamentale del Medio Evo